# Alberto Benegas Lynch (hijo)
Alberto Benegas Lynch (h) (Buenos Aires, 11 de julio de 1940) es un economista, profesor, intelectual,[cita requerida] conferencista  y escritor argentino. Es miembro de la Sociedad Mont Pelerin y académico asociado al Instituto Catón, un laboratorio de ideas con sede en Washington D. C.; no afiliado a partidos políticos y con personalidad jurídica como organización sin ánimo de lucro que según lo expresado en su propia página busca la promoción de políticas públicas que sean consistentes con los principios de libertad individual, gobierno limitado, mercados libres y paz, desde un punto de vista generalmente percibido como libertario o pro laissez faire.
Es descendiente del militar José Tiburcio Benegas y del ex gobernador de la provincia de Mendoza Tiburcio Benegas Ortiz. Es primo segundo del revolucionario Ernesto Guevara. Su hijo, Alberto Benegas Lynch, es diputado de la Nación por La Libertad Avanza.

## Biografía
Benegas Lynch es Doctor en Economía y Doctor en Ciencias de Dirección. Es Presidente de la Sección Ciencias Económicas de la Academia Nacional de Ciencias de Buenos Aires y es miembro de la Academia Nacional de Ciencias Económicas. Es académico correspondiente de la Academia Nacional de Economía de Uruguay. Fue Rector de la ESEADE donde es Profesor Emérito. Fue asesor económico de la Bolsa de Comercio de Buenos Aires, de la Cámara Argentina de Comercio y de la Sociedad Rural Argentina. Integró el Consejo Directivo de la Sociedad Mont Pelerin. Es autor de 27 libros.
Su padre, Alberto Benegas Lynch, fue el responsable de que Ludwig von Mises, Friedrich von Hayek, Wilhelm Röpke y Henry Hazlitt, viajaran a Argentina para dar conferencias en donde expandieron las ideas de la escuela austriaca.
En el año 1978 Benegas Lynch fundó la Escuela Superior de Economía y Administración de Empresas (ESEADE) a partir de la idea, gestada durante una estadía fuera del país, «de crear una nueva institución educativa que se dedicara a la docencia, investigación y difusión de los principios que sustentan una sociedad libre».
En 1982, y ante el llamado a elecciones democráticas para el año siguiente, convocó un Encuentro Nacional Republicano, una convocatoria amplia para sectores de derecha y centroderecha, tanto partidos establecidos como grupos con intenciones de formar partidos políticos, tratando de convenir entre ellos un programa electoral basado en las ideas liberales. Benegas Lynch presidió el Encuentro Nacional Republicano junto a Álvaro Alsogaray, y participaron, entre otros, el Partido Nacional de Centro, el Partido Demócrata de la Capital Federal y el Partido Conservador de Buenos Aires y núcleos políticos menores (como el Movimiento Liberal Argentino liderado por Tomás Villafañe Tapia y el Partido Nuevo Orden Social de Francisco Siracusano). También se sumaron intelectuales independientes como el periodista cubano-argentino Armando Ribas, del diario La Prensa, y el sociólogo Manuel Mora y Araujo, asociado a la Universidad Torcuato Di Tella, de la que llegaría a ser rector, y se leyeron adhesiones de funcionarios del momento, como Juan Alemann y Jorge Zorreguieta. De esa experiencia no surgió un proyecto unificado, aunque varios de los grupos participantes dieron nacimiento a la Unión del Centro Democrático. Benegas Lynch no se incorporó al nuevo partido, pero siguió de cerca la experiencia y era frecuentemente consultado por el líder del partido, Álvaro Alsogaray. Ya a fines de la década de 1980, Benegas Lynch fue el nexo intelectual entre Carlos Menem y Alsogaray y uno de los que propició la alianza entre el peronismo menemista y la Ucedé.
Posteriormente sería también el nexo intelectual entre Milei y Mauricio Macri, lo que culminó con el apoyo de este último y de Patricia Bullrich a la candidatura de Milei.
Durante las elecciones presidenciales de 2019, a pesar de haber apoyado a José Luis Espert, sugirió finalmente que renunciara a su candidatura en apoyo a Mauricio Macri.

### Relación con Javier Milei
El presidente de Argentina Javier Milei es un ferviente admirador de Benegas Lynch, con quien mantiene una relación cercana. El 18 de octubre de 2023, Benegas Lynch participó en el cierre de campaña de Milei en el Movistar Arena, haciendo la apertura del acto. Durante su discurso de toma de posesión presidencial el 10 de diciembre de 2023, Milei hizo referencia a la definición del liberalismo de Benegas Lynch, a quien llamó un "prócer" del pensamiento liberal en la Argentina. El 17 de enero de 2024, en su discurso ante el Foro de Davos, el presidente argentino volvió a referirse a él en los mismos términos y a citar su definición.

## Pensamiento
Benegas Lynch viene de una familia con una larga tradición conservadora y liberal. Benegas Lynch (padre) fue uno de los promotores de la llegada de estos ideales al país.
Benegas Lynch (h) define al liberalismo como el «respeto irrestricto del proyecto de vida del prójimo, basado en el principio de no agresión y en defensa del derecho a la vida, a la libertad y a la propiedad». Entiende al liberalismo como anti-ideología, porque lo considera «un proceso en ebullición». Propone como medida para reducir el gasto público, reducir a la mitad la cantidad de representantes en el Poder Legislativo y que los senadores y diputados cumplan su labor de forma ad honorem. Es un defensor de la dolarización de la economía y es un partidario de la eliminación del Banco Central. Es partidario de la eliminación del Fondo Monetario Internacional, ya que da «sustento a gobiernos corruptos y quebrados». Ha mencionado que hubo dos milagros en Argentina y que fueron Juan Bautista Alberdi y Javier Milei.
Considera a los liberales como progresistas y que los de izquierda expropiaron el término cuando en realidad, los liberales son «los partidarios del progreso».
Define como un «disparate» la existencia de ministerios de Cultura y Educación, ya que «la educación es un proceso de prueba y error abierto a corroboraciones provisorias» y el «imponer estructuras curriculares desde el vértice del poder, léase desde las botas, es algo infame para la educación».
Benegas Lynch es crítico del fallecido papa Francisco, a quien considera «de izquierda», y sugirió romper relaciones diplomáticas con el Vaticano, ya que allí «prima un espíritu totalitario». Defiende una postura provida y considera al aborto como un homicidio. Benegas Lynch se ha declarado a favor de la venta de órganos y en contra de la venta de humanos.
Coincide con su hijo, Bertie Benegas Lynch acerca de la asignación de derechos de propiedad en el océano para combatir la crisis climática, refiriéndose a ésta como una «idea extraordinaria».

## Obras
- Socialismo de mercado
- La moneda en una sociedad abierta
- Hacia una teoría del autogobierno
- Análisis económico de la pobreza
- Fundamentos de análisis económico (1979)
- Contra la corriente (1992)
- Hacia una política de cielos abiertos (1993)
- Proyectos para una sociedad abierta (1993)
- Hacia el autogobierno: una crítica al poder político (1993)
- Poder y razón razonable (1992)
- Nacionalismo: cultura de la incultura (1995)
- Socialismo de mercado: ensayo sobre un paradigma posmoderno  (1997)
- En defensa de los más necesitados (1998)
- Apuntes sobre el concepto de copyright (1998)
- Las oligarquías reinantes (1999)
- Sistemas Tributarios: un análisis en torno al caso argentino (2000)
- Misión de la enseñanza superior (2001)
- Entre albas y crepúsculos: peregrinaje en busca de conocimiento (2001)
- Libertad política y libertad económica (2002)
- Aspectos de la Epistemología en la obra de Ludwig Von Mises (2002)
- A propósito del conocimiento y la competencia: punto de partida de algunas consideraciones hayekianas (2002)
- Acerca del pensamiento de Ludwig von Mises: introducción y una antología (2002)
- Jubilaciones: cuenta regresiva a la miseria (2002)
- Un bosquejo de la otra España (2002)
- El derecho de enseñar y aprender (2002)
- Librecambio y división de poderes (2002)
- El fin de las libertades: el caso de la ingeniería social (2003)
- Charla magistral: liberalismo, estatismo y democracia: instituciones políticas y progreso económico (2004)
- Cavilaciones de un liberal (2004)
- Límites al poder: los papeles antifederalistas (2004)
- Bienes públicos, externalidades y los free-riders: el argumento reconsiderado (2005)
- La tragedia de la drogadicción (2006)
- Facetas liberales: ensayos en honor de Manuel F. Ayau (2011)
- Autopsia del socialismo (2013) en coautoría con Gustavo Perednik
- Vivir y dejar vivir (2013)
- El retorno de la barbarie (2019) en coautoría con Gustavo Perednik